# BDA Cotecmar
El Buque de Desembarco Anfibio fue diseñado bajo el concepto de una nave de desembarco militar que pudiera ayudar a la población civil localizada en las áreas costeras y fluviales del país. La rampa de proa permite el acceso a todas las zonas que no tengan la infraestructura portuaria suficiente para el atraque de buques convencionales, además su alta capacidad de carga (200 toneladas) y su capacidad de navegar con un calado apenas de 1,5 metros, contribuye a la realización de misiones de apoyo logístico, transportando tropa, vehículos, contenedores y otro tipo de carga a las bases navales.
Este nuevo buque puede, además de transportar tropas, llevar en su cubierta todo tipo de cargas como, cargas rodadas, cargas liquidas y 10 contenedores, dos de ellos refrigerados. Así mismo para facilitar las operaciones en los lugares con poca infraestructura portuaria, cuenta con una grúa con capacidad de 8 toneladas sobre la cubierta principal.

## Comunicaciones
El buque cuenta con un equipo de comunicaciones que le permite cumplir la función de centro para la gestión de emergencias y desastres, así mismo sirve como una plataforma de comunicación para las operaciones conjuntas que garanticen la interoperabilidad con bases militares u otros tipos de buques de la flota.

## Características
Buque capaz de desarrollar operaciones de ayuda humanitaria en zonas ribereñas y costeras, proporciona soporte a las operaciones de atención de desastres y apoyo logístico de las bases en tierra de la Armada Nacional mediante el transporte de tropas, contenedores y carga general. 
Eslora total:49 m
Manga Moldeada:11 m
Puntal (a cubierta principal):3,10 m
Calado de diseño:1,75 m
Desplazamiento de pruebas:574,6 t

## Usuarios
- Colombia

 Armada Nacional de Colombia
- Honduras

 Fuerza Naval de Honduras
- Guatemala

 Armada de Guatemala

## Véase También
- Lancha de desembarco
- LCM-1E